# Подельники (фильм)
«Подельники» — российский драматический триллер 2021 года, дебют в игровом кино режиссёра-документалиста Евгения Григорьева. Премьера картины состоялась в сентябре 2021 года на 32 Открытом российском кинофестивале «Кинотавр». Фильм вышел в широкий прокат 14 апреля 2022 года, позже он будет доступен онлайн на платформе START.

## Сюжет
Молодой биатлонист Пётр приезжает с женой Настей в глухое уральское село, где, по словам местного жителя, «ничего нет, кроме снега». Пётр вырос в этом селе, а теперь будет работать там учителем физкультуры. Однако в первую же ночь их пребывания на новом месте происходит чрезвычайная ситуация. Во время посиделок у местного бандита по прозвищу Витя Людоед один из присутствующих, Саша, у которого Витя отобрал куртку, называет Витю козлом. Все гости, в том числе местный полицейский Олег, выходят из дома, и Витя по бандитским «понятиям» убивает Сашу. Пётр видит ночью в окно, что Витя и его брат вывозят из ворот дома сани с телом человека, однако только утром он понимает, что произошло. Полиция арестовывает младшего «придурковатого» брата Вити за убийство, хотя всё село знает, что убийцей был Витя. Пётр понимает, что нравы в селе таковы, что правду никто говорить не будет. У Саши остаётся 10-летний сын Илья и жена, которая после смерти мужа перестаёт двигаться и целый день сидит, смотря в одну точку. Пётр видит, что Илья пытается отомстить Вите. Чтобы спасти мальчика, он предлагает ему сделку — Пётр будет обучать Илью биатлону, а когда Илья сможет выстрелить и попасть «пять из пяти», то убьёт Витю.
Насте не даёт покоя жизнь рядом с убийцей, она звонит в полицию и рассказывает о случившемся, но ей предлагают найти хотя бы какие-то доказательства вины Вити. Поскольку Витя начинает оказывать Насте знаки внимания, Настя соглашается общаться с ним, тайно снимая все разговоры на видео, чтобы поймать момент, когда Витя признается в убийстве...

## В ролях
| Актёр                | Роль                 |
| -------------------- | -------------------- |
| Юра Борисов          | Пётр                 |
| Елизавета Янковская  | Настя                |
| Павел Деревянко      | Витя Людоед          |
| Константин Балакирев | Саша                 |
| Ярослав Могильников  | Илья, сын Саши       |
| Марина Маныч         | Катя, жена Саши      |
| Марина Клещёва       | Тамара Петровна      |
| Яков Шамшин          | Олег, полицейский    |
| Михаил Орлов         | Тимофеевич           |
| Кирилл Лепихин       | Стасик, брат Вити    |
| Илья Овчинников      | Паля, сельский пацан |

## Производство
Сценарий фильма основан на реальных событиях. Автор готовился к запуску картины с 2011 года. В 2020 году Григорьев участвовал с проектом в лаборатории Berlinale Talents, также проект попал в официальный отбор кинорынка MIA в Италии. Художественным руководителем фильма на питчинге дебютантов в Минкульте был заявлен Алексей Федорченко, который ранее продюсировал документальные работы Григорьева.
Съёмки проходили зимой и весной 2021 года в селе Кын Пермского края. Многие местные жители приняли участие в съёмках.
Роль, которую исполнил Деревянко, изначально предназначалась Евгению Ткачуку.

## Награды и премии
- 2021 — Приз им. Олега Янковского за Лучшую мужскую роль кинофестиваля «Кинотавр» — Павел Деревянко[9]
- 2021 — Премия Гильдии киноведов и кинокритиков СК РФ в номинации «Режиссёр года» — Евгений Григорьев[10]
- 2022 — Премия «Белый слон» в номинации «Лучшая мужская роль второго плана» — Павел Деревянко[11]